# Farol do Albarnaz
Der Farol do Albarnaz ist ein Leuchtturm am Kap Ponta do Albarnaz im Nordwesten der Azoreninsel Flores. Er steht in der Gemeinde Ponta Delgada. Der Leuchtturm ist unter der internationalen Nummer D-2708 und der nationalen Nummer 878 registriert. Er bestrahlt einen Sektor von 035° bis 258° – mit Ausnahme des Sektors 204º bis 214º, der von der Nachbarinsel Corvo verdeckt wird – und hat eine Reichweite von 22 Seemeilen.

## Geschichte und Architektur
Der Generalplan zur Befeuerung der portugiesischen Küsten von 1883, der auch die Azoren berücksichtigte, sah den Bau eines Leuchtturms vierter Ordnung in Ponta Delgada im Norden der Insel Flores vor. Aufgrund der Bedeutung der Westgruppe der Azoren im Schnittpunkt bedeutender transatlantischer Schifffahrtsrouten wurde 1902 der Bau eines Leuchtturms mit hyperradialer Fresneloptik diskutiert, aber schließlich verworfen. Die Realisierung der Pläne kam erst 1922 mit dem Erwerb von 5525 m² Land am Kap do Albarnaz in Gang. Am 28. Januar 1925 wurde der Leuchtturm – nunmehr dritter Ordnung – in Betrieb genommen. Er war nach dem Farol da Ponta das Lajes, der bereits sein 1910 in Betrieb war, der zweite auf der Insel Flores.
Der 15 Meter hohe, runde Turm ist – wie bei portugiesischen Leuchttürmen dieser Zeit üblich – mit einem einstöckigen Gebäude verbunden, das dem Leuchtturmwärter und seiner Familie als Wohnung dient, und darüber hinaus Lagerräume enthält. Die metallene Kuppel des Turms ist rot lackiert. Als der Leuchtturm 1925 in Betrieb genommen wurde, hatte das mit einer Öllampe erzeugte Licht eine Reichweite von 26 Seemeilen. Die Lichtanlage wurde 1956 elektrifiziert. Als Lichtquelle diente nun eine 3000-W-Glühlampe. 1983 wurde die Leistung auf 1000 W reduziert und die Reichweite auf 22 sm. Der Leuchtturm ist nicht an das öffentliche Stromnetz und die Trinkwasserversorgung angeschlossen.

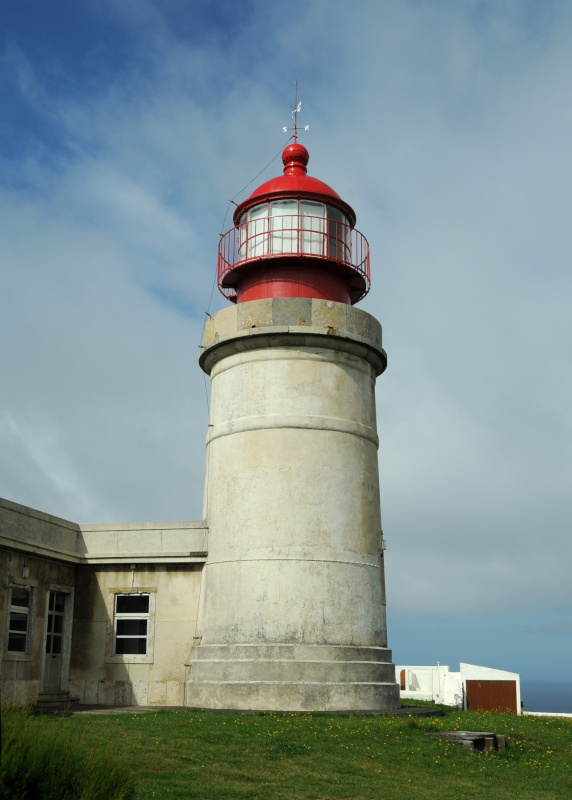
Der Leuchtturm
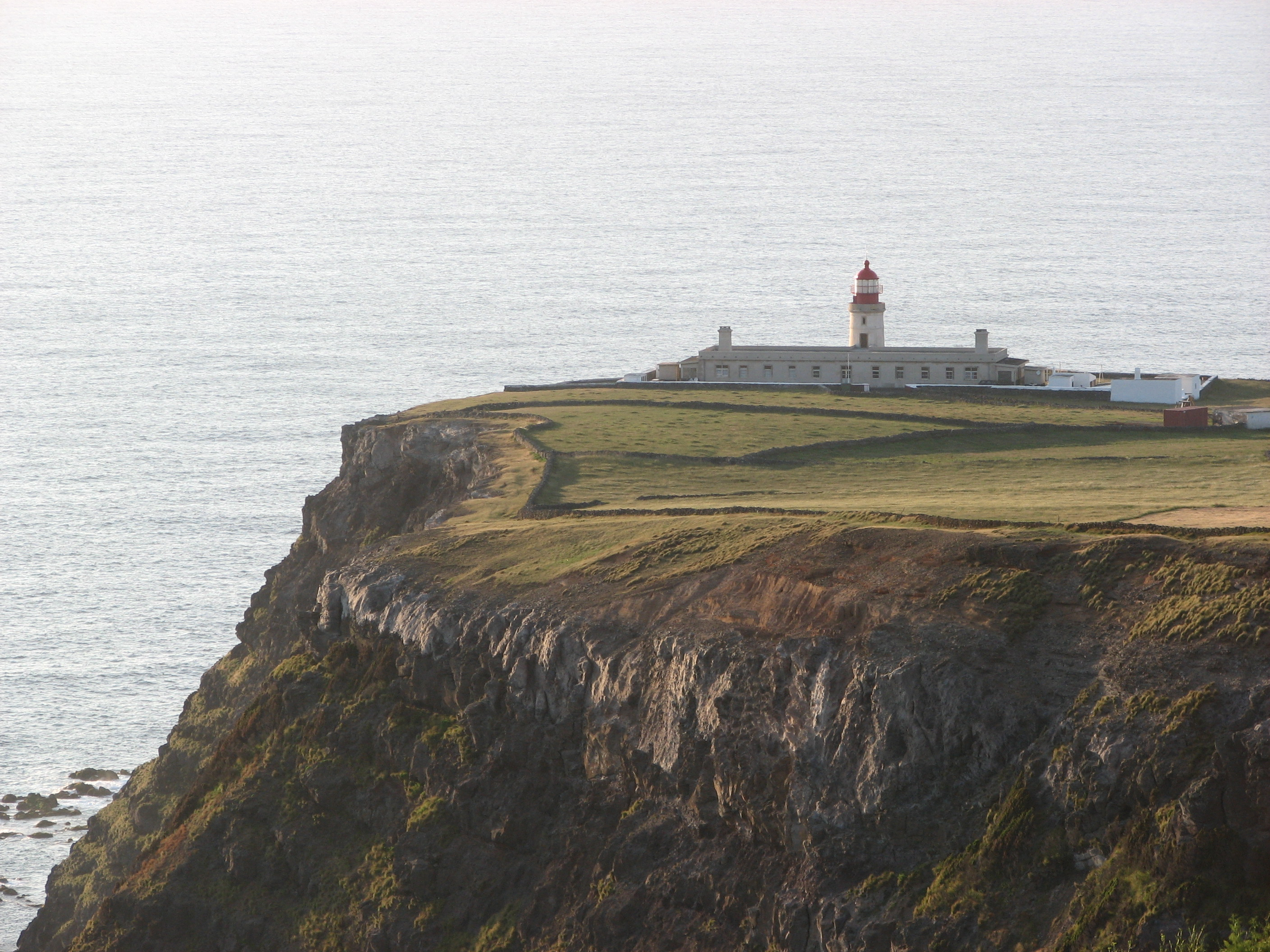
Der Leuchtturm auf dem Kap Ponta do Albarnaz
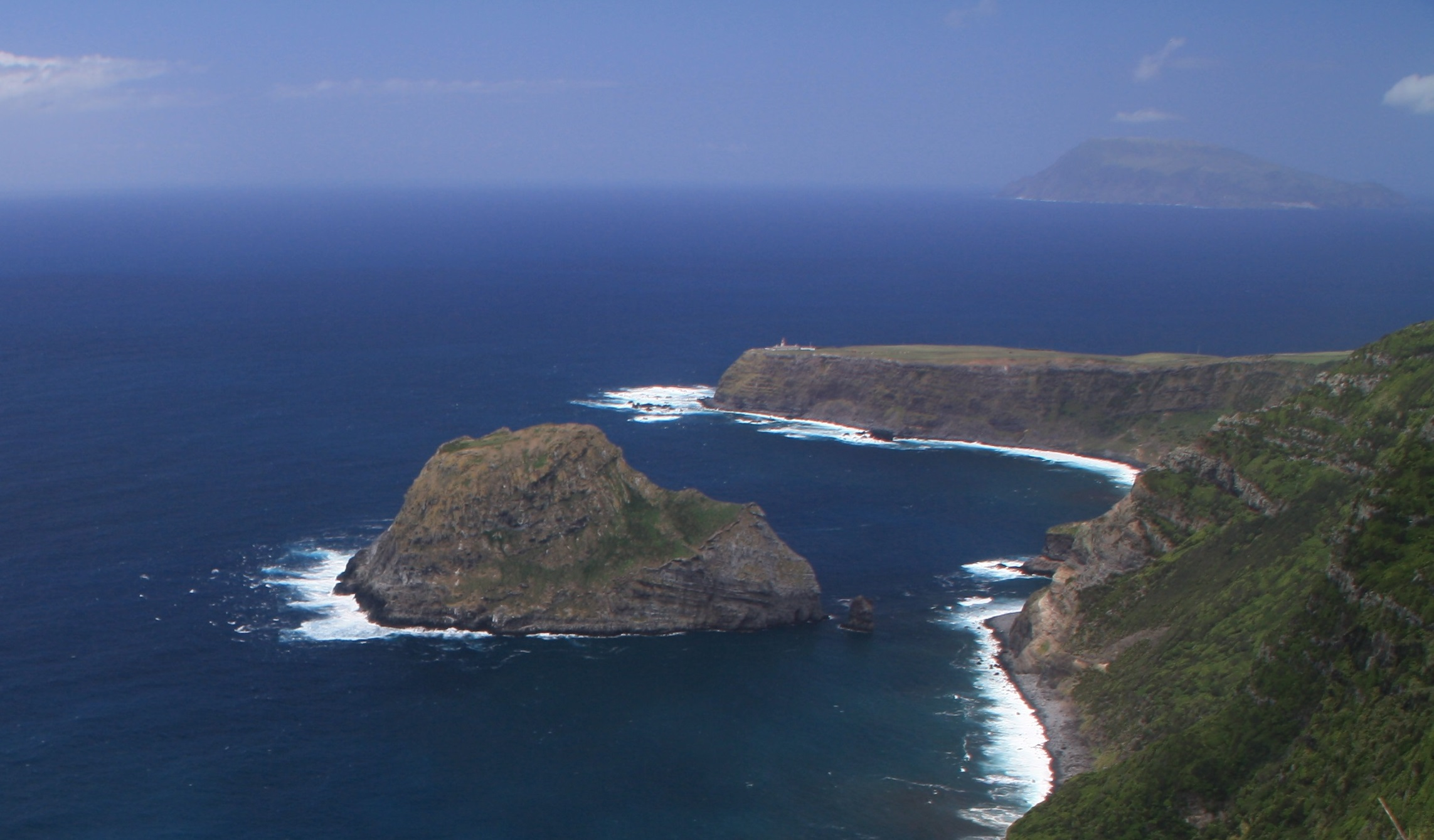
Ponta do Albarnaz (im Vordergrund die Insel Ilhéu de Maria Vaz, rechts im Hintergrund Corvo)